# جایزه انجمن منتقدان فیلم لس آنجلس برای بهترین بازیگر نقش مکمل مرد
جایزه انجمن منتقدان فیلم لس آنجلس برای بهترین بازیگر نقش مکمل مرد (انگلیسی: Los Angeles Film Critics Association Award for Best Supporting Actor) جایزه ای است که سالانه توسط انجمن منتقدان فیلم لس آنجلس اعطا می‌شود. اولین بار در سال ۱۹۷۷ برای جایزه بهترین بازی توسط یک بازیگر مکمل معرفی شد.